# Grandvillars
Grandvillars es una comuna francesa situada en el departamento del Territorio de Belfort, de la región de Borgoña-Franco Condado. Es la cabecera (bureau centralisateur en francés) y mayor población del cantón de su nombre.
Los habitantes se llaman Grandvellais.

## Geografía
Está ubicada a 14 km al sureste de Belfort.

## Demografía
| 2 823 | 2 798 | 2 961 | 3 101 | 3 231 | 3 048 | 2 874 | 2 963 | 3 139 | 2 974 |
| Para los censos de 1962 a 1999 la población legal corresponde a la población sin duplicidades (Fuente: INSEE [Consultar]) |       |       |       |       |       |       |       |       |       |